# Тім 2006
Тім 2006 (нім. Team 2006) — футбольна команда, сформована Німецьким футбольним союзом, яка складалася з футболістів, які з огляду на майбутній домашній чемпіонат світу мали на меті доповнити старшу збірну Німеччини.
Тренерами команди були Горст Грубеш (з 22 березня 1999  — 26 березня 2002), Улі Штіліке (26 березня 2002—2003) і Еріх Рутемеллер (2003—2005).

## Історія
Після того, як проведення чемпіонату світу 2006 року було присуджено Німеччині й в результаті її поганої гри на чемпіонаті Європи 2000 року 7 жовтня 2001 року було створено нову команду, яка запропонувала молодим гравцям, зокрема, можливість зарекомендувати себе для старшої національної збірної та майбутніх турнірів через міжнародні ігри.
Перша гра відбулася 6 вересня 2002 року в Менхенгладбасі і завершилася поразкою з рахунком 1:2 проти другої збірної Туреччини. Німецька команда зіграла у такому складі: Гільдебранд — Ленс (Керн), Фрідріх (Фаренгорст), Венцель, Мейхельбек (Клінг) — Коржинець, Фріц, Кройц (Боровскі), Дабровскі (Восс) — Даун, Бєрофка.
Десята і остання гра відбулася 15 листопада 2005 року в Маттерсбурзі і завершилася перемогою над австрійською командою з рахунком 5-2. Склад: Вайденфеллер (Весселс) — Оттль, Мадлунг, Вайгельт, Крінге — Маркс, Рольфес (Цімен), Гентнер, Гербер (Шефер) — Ауер (Кронтіріс), Гомес
Йоахім Лев, тодішній помічник головного тренера першої збірної Юргена Клінсманна, вітав можливість «запросити гравців, які заслужили таку номінацію завдяки хорошим виступам у Бундеслізі та які перебувають у ширшому центрі уваги старшої національної збірної». З гравців, які використовувалися у цій команді, Тім Боровскі, Арне Фрідріх, Майк Ганке та Тімо Гільдебранд зрештою брали участь у чемпіонаті світу 2006 року.
Після чемпіонату світу Мануель Фрідріх, Александер Мадлунг, Клеменс Фріц, Штефан Кісслінг, Сімон Рольфес, Роберт Енке (який уже брав участь у Кубку Конфедерацій 1999), Патрік Гельмес, Маріо Гомес, Крістіан Гентнер, Марсель Шефер, Джермейн Джонс і Роман Вайденфеллер (тільки в 2013 році) теж виступали за збірну Німеччини. До чемпіонату світу в основній команді також деякий час грали Даніель Бєрофка, Мустафа Доган, Марко Енгельгардт, Фабіан Ернст, Франк Фаренгорст, Інго Герцш, Тобіас Рау. Андреас Гінкель і Кевін Кураньї повернулися до основної команди після чемпіонату світу.

## Ігри
До 2006 року команда провела десять ігор. З них чотири перемоги, чотири завершилися внічию і два програні (різниця м'ячів 19:13). Суперниками Тім 2006 були п'ять команд, найчастішими суперниками були Шотландія та Туреччина, проти яких було зіграно по три гри.
| Дата              | Місце         | Глядачі | Суперник     | Результат | Автори голів |
| ----------------- | ------------- | ------- | ------------ | --------- | --- |
| 6 вересня 2002    | Менхенгладбах | 9460    | Туреччина A2 | 1:2 (0:1) | Коржинець (54) — Неджаті (17, 51)                                                                                      |
| 17 грудня 2002    | Майнц         | 5200    | Шотландія Б  | 3:3 (1:1) | Кураньї (15), Маєр (60), Фойгт (89) — Кайл (44), Хьюз (61), Малкольм (84)                                              |
| 30 квітня 2003    | Анкара        | 7000    | Росія Б      | 3:2 (1:1) | Шрот (10), Енгельгардт (68), Коржинець (86) — Шаронов (35), Корчагін (62)                                              |
| 21 жовтня 2003    | Абердин       | 5000    | Шотландія Б  | 0:1 (0:0) | Даун (80) |
| 27 квітня 2004    | Москва        | 1000    | Росія Б      | 1:1 (1:0) | Панов (18) — Енгельгардт (71)                                                                                          |
| 11 жовтня 2004    | Ален          | 4100    | Польща       | 1:2 (0:0) | Ауер (90.) — Геворгян (50) , Сагановський (52)                                                                         |
| 7 грудня 2004     | Мангайм       | 4500    | Шотландія Б  | 3:0 (2:0) | Ауер (6, 20), Маркс (51)                                                                                               |
| 6 вересня 2005    | Анкара        | 1100    | Туреччина A2 | 1:1 (0:1) | Гекхан (69) — Мадлунг (18)                                                                                             |
| 15 листопада 2005 | Маттерсбург   | 4800    | Австрія Б    | 2:5 (1:2) | Ласнік (45, пен.), Піхльманн (85) — Гербер (22) , Гомес (40), Ортлегнер (56, автогол), Шарнер (57, автогол), Ауер (72) |

## Гравці
У складі команди зіграло 73 різних гравця. Саймон Єнцш провів найбільше матчів, зігравши сім із десяти ігор. Дванадцять гравців забили принаймні один гол, найкращим бомбардиром став Беньямін Ауер із чотирма голами.